# Географія Бермудських Островів
Бермудські Острови — північноамериканська острівна країна, що знаходиться поблизу східного узбережжя континенту й займає однойменний архіпелаг . Загальна площа країни 54 км² (232-ге місце у світі), з яких на суходіл припадає 54 км², а на поверхню внутрішніх вод — 0 км². Площа країни приблизно дорівнює площі Дніпровського району міста Києва. 

## Назва
Офіційна назва — Бермудські Острови, Бермуди (англ. Bermuda Islands, Bermuda). Назва країни походить від назви однойменного архіпелагу, названого 1519 року на честь іспанського капітана Хуана де Бермудеса, який і відкрив острови 1503 року, нарікши їх Диявольськими островами, через надскладну навігацію. Альтернативна назва архіпелагу — острови Сомерс (англ. Somers Islands).

## Географічне положення
Бермудські Острови — північноамериканська острівна країна, що не має сухопутного державного кордону. Бермудські Острови омиваються водами Атлантичного океану; на сході акваторія Саргасового моря. Загальна довжина морського узбережжя 103 км.
Згідно з Конвенцією Організації Об'єднаних Націй з морського права (UNCLOS) 1982 року, протяжність територіальних вод навколо островів встановлено в 12 морських миль (22,2 км). Виключна рибальська зона встановлена на відстань 200 морських миль (370,4 км) від узбережжя.

### Час
Час у Бермудських Островах: UTC-4 (-6 годин різниці часу з Києвом). Літній час вводиться другої неділі березня переводом годинникової стрілки на 1 годину вперед, скасовується в першу неділю листопада переводом годинникової стрілки на 1 годину назад.

## Геологія

### Корисні копалини
Надра Бермудських Островів багаті на ряд корисних копалин: вапняк.

## Рельєф
Середні висоти — дані відсутні; найнижча точка — рівень вод Атлантичного океану (0 м); найвища точка — гора Таун-Гілл (76 м).

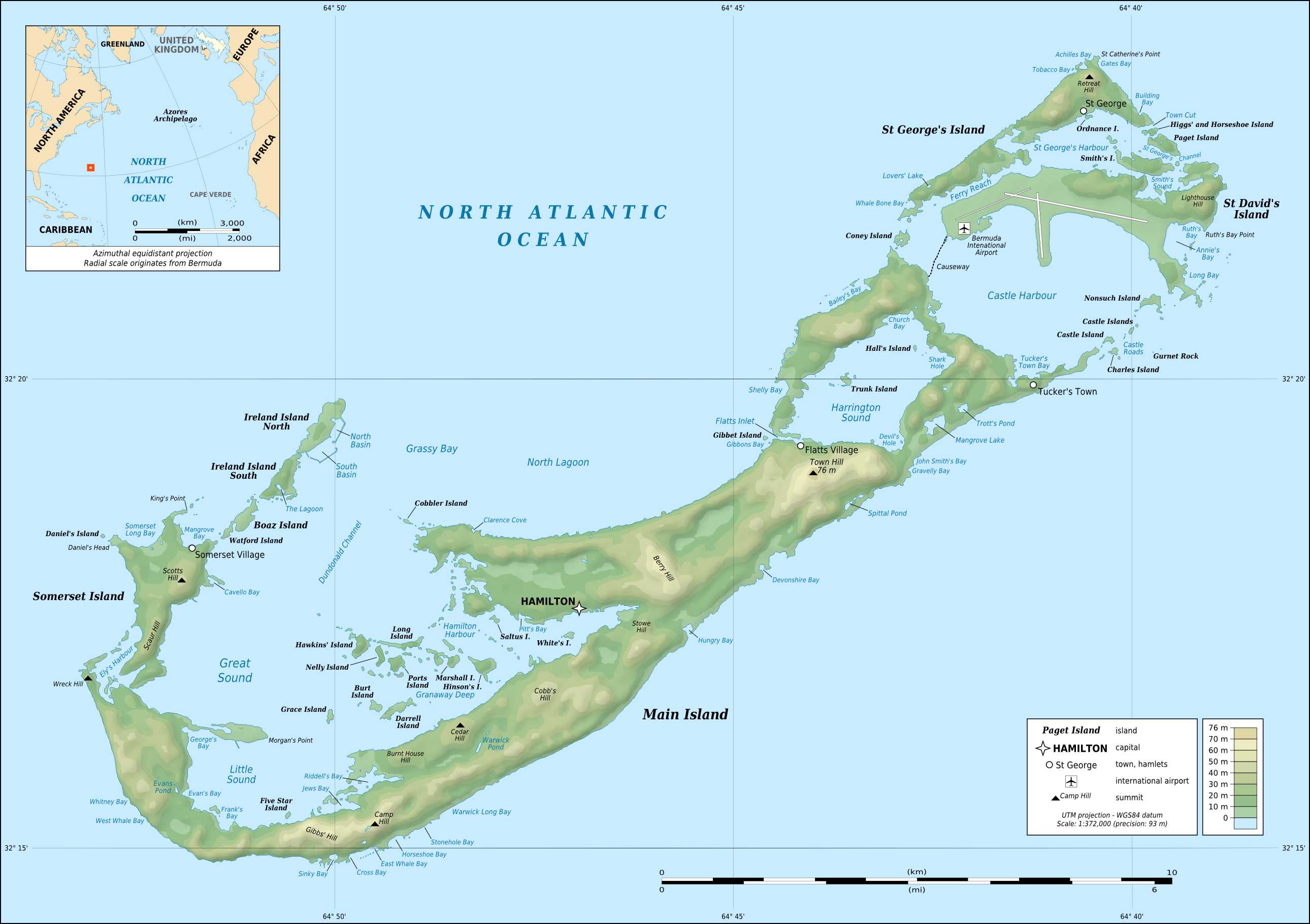
Рельєф Бермудських островів
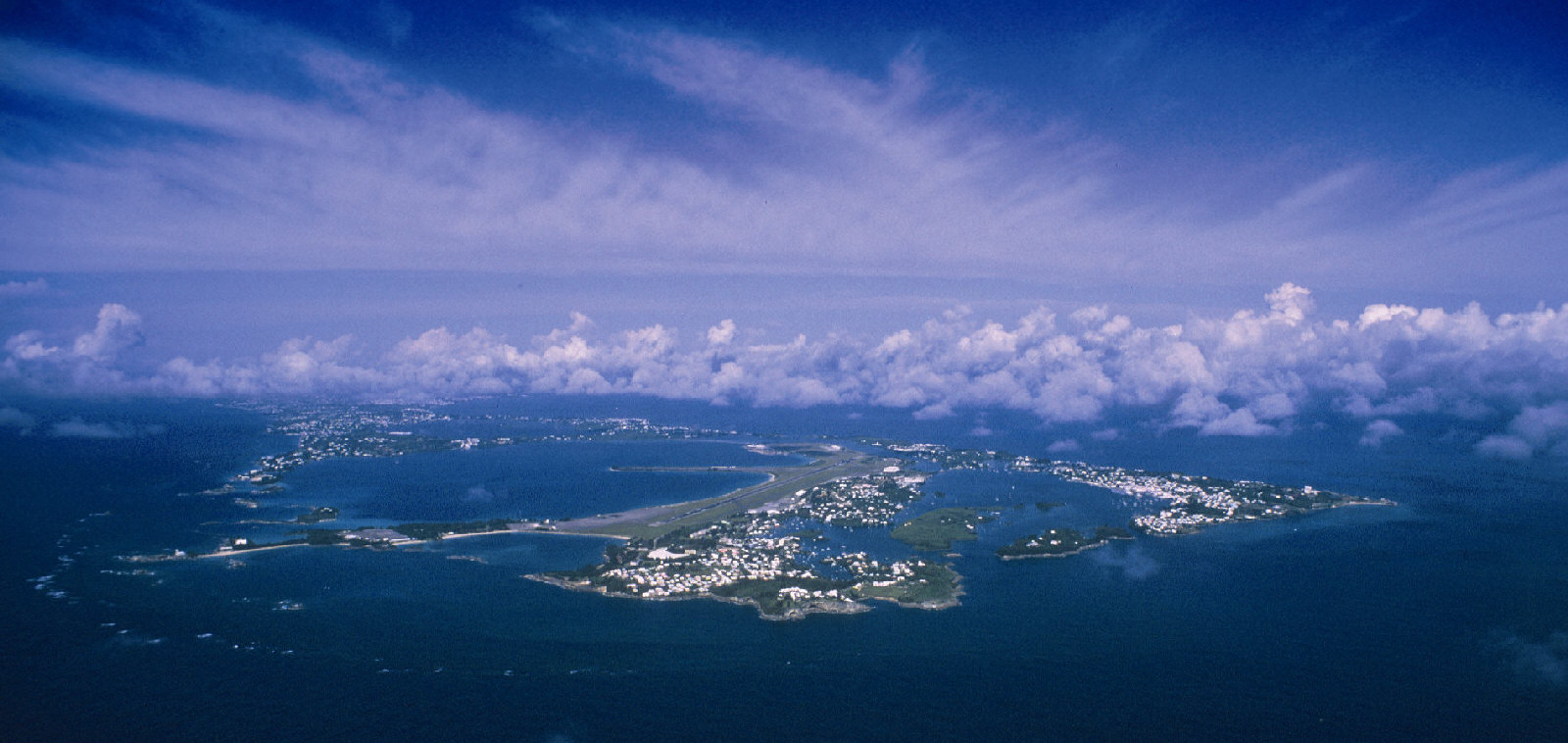
Бермудські острови з літака
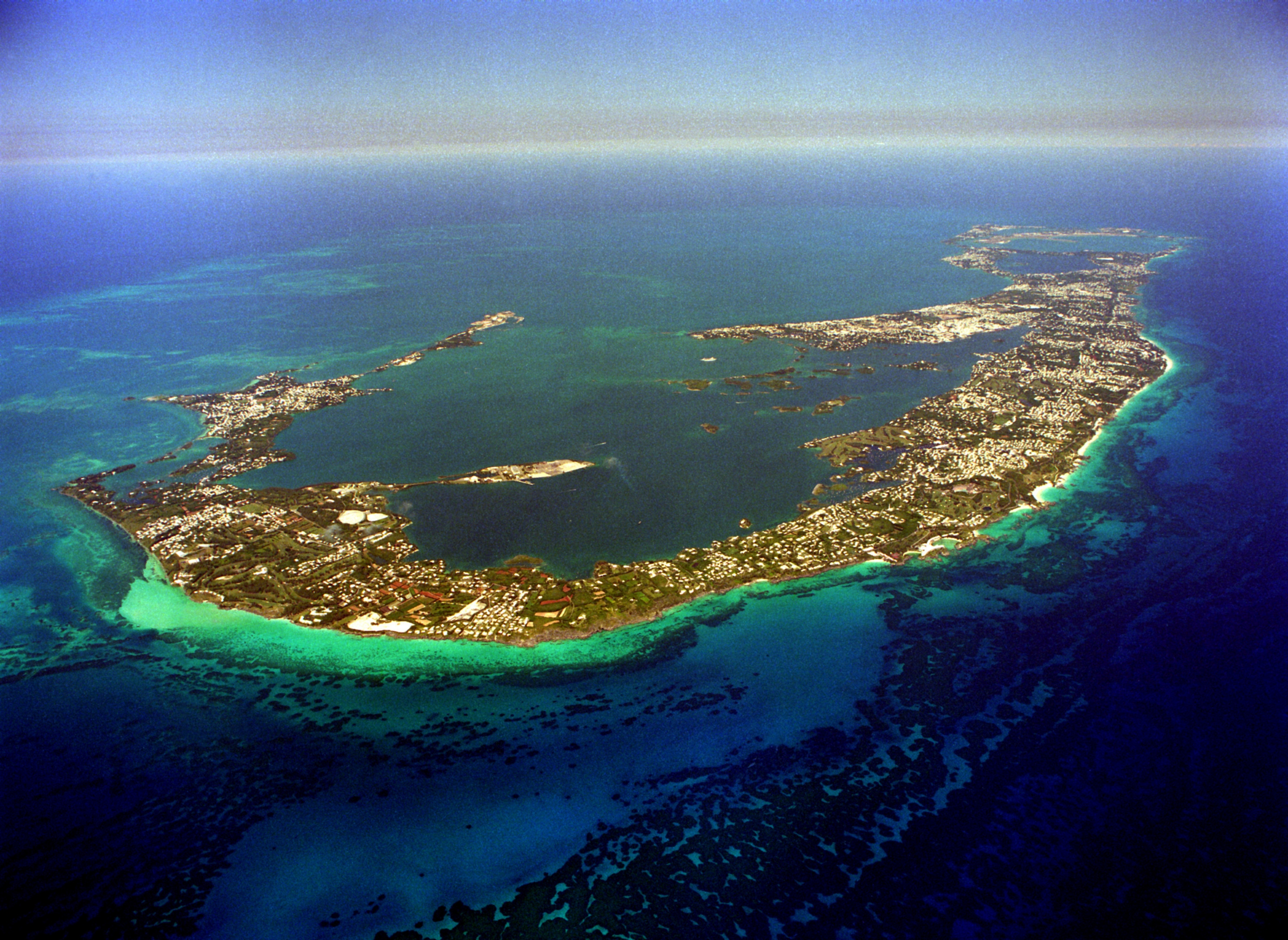
Бермудські острови з літака
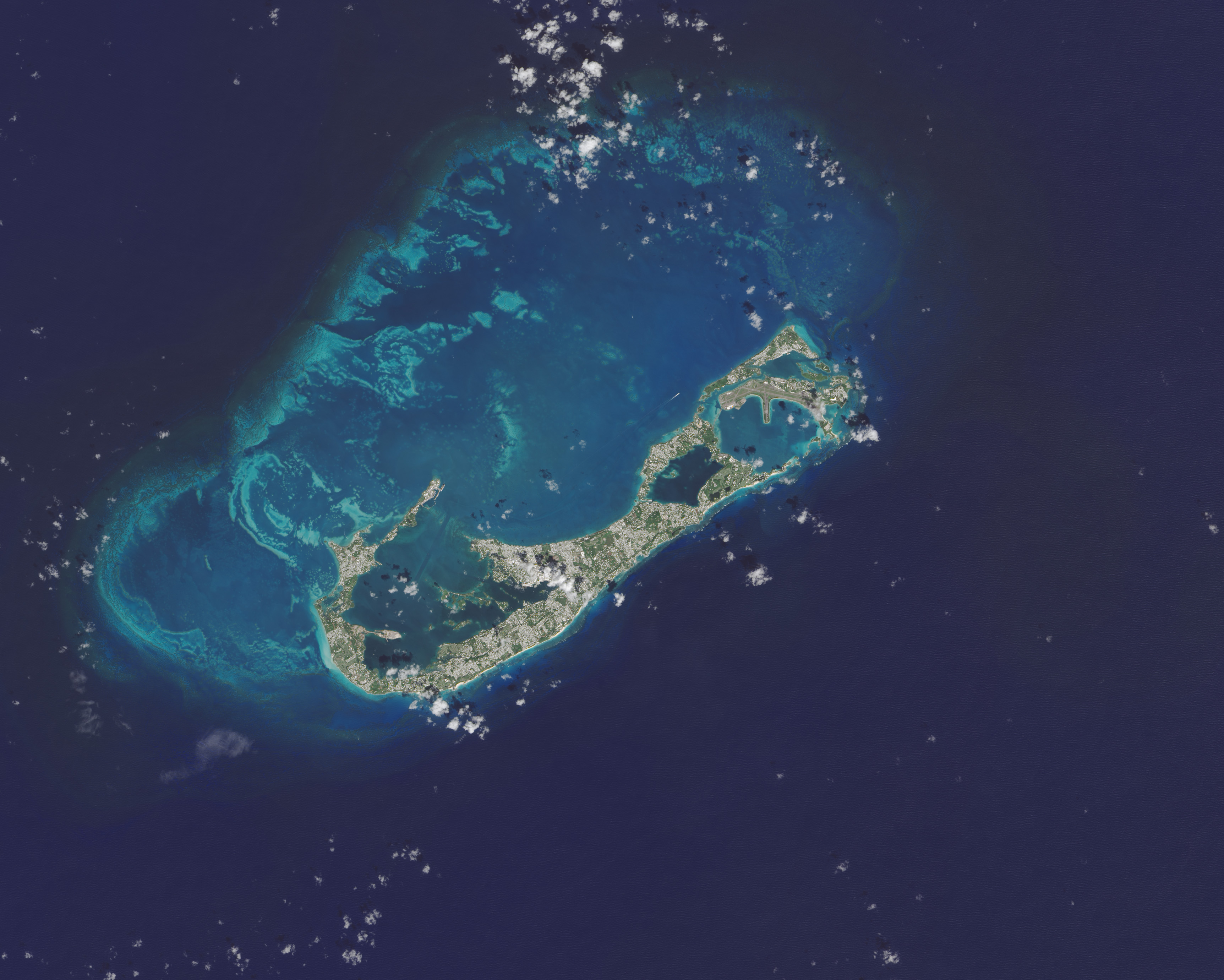
Супутниковий знімок поверхні країни
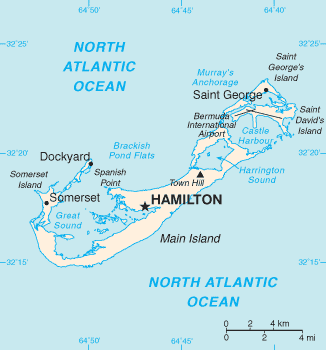
Карта країни (англ.)

### Узбережжя

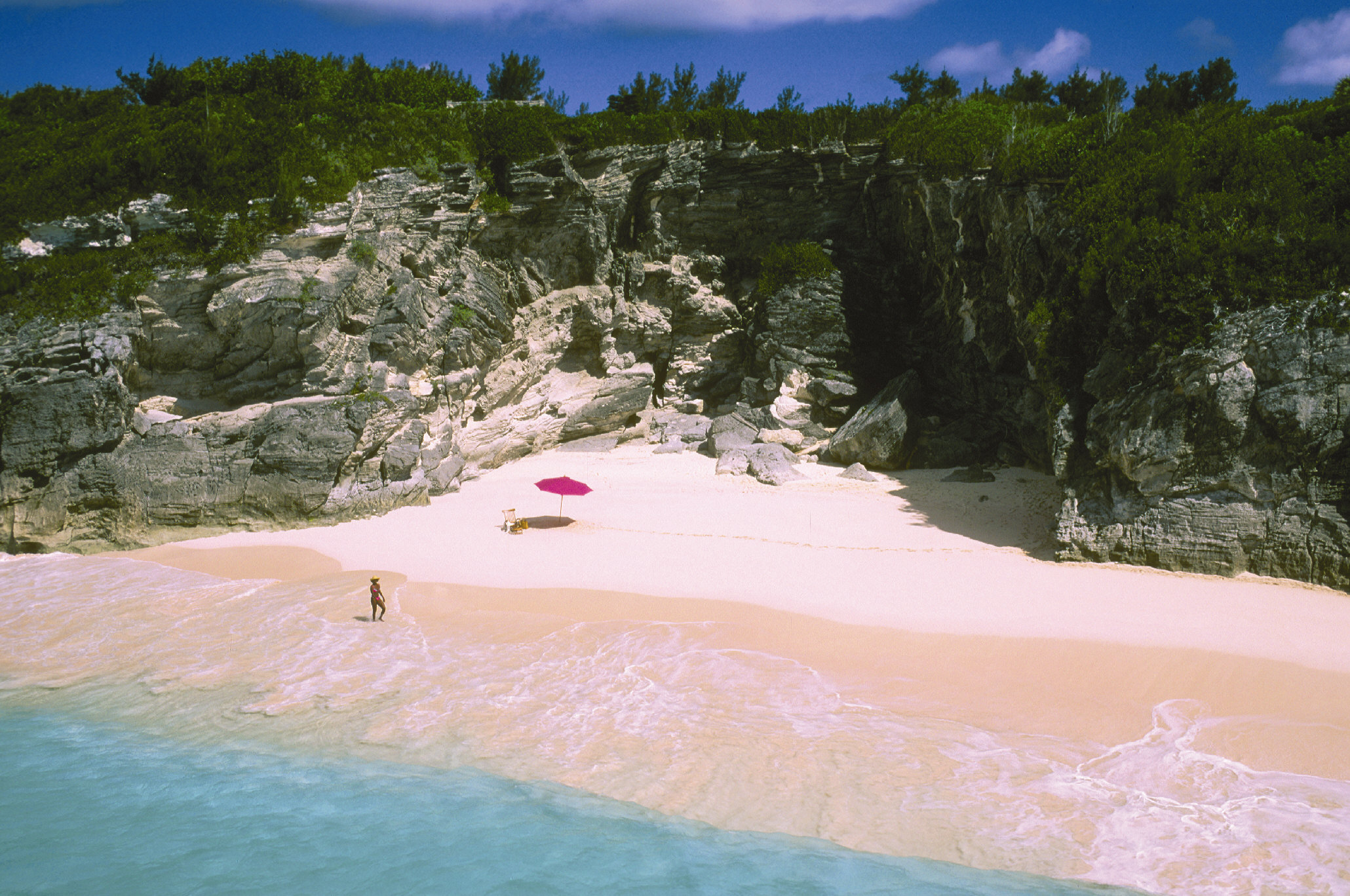
Пляж
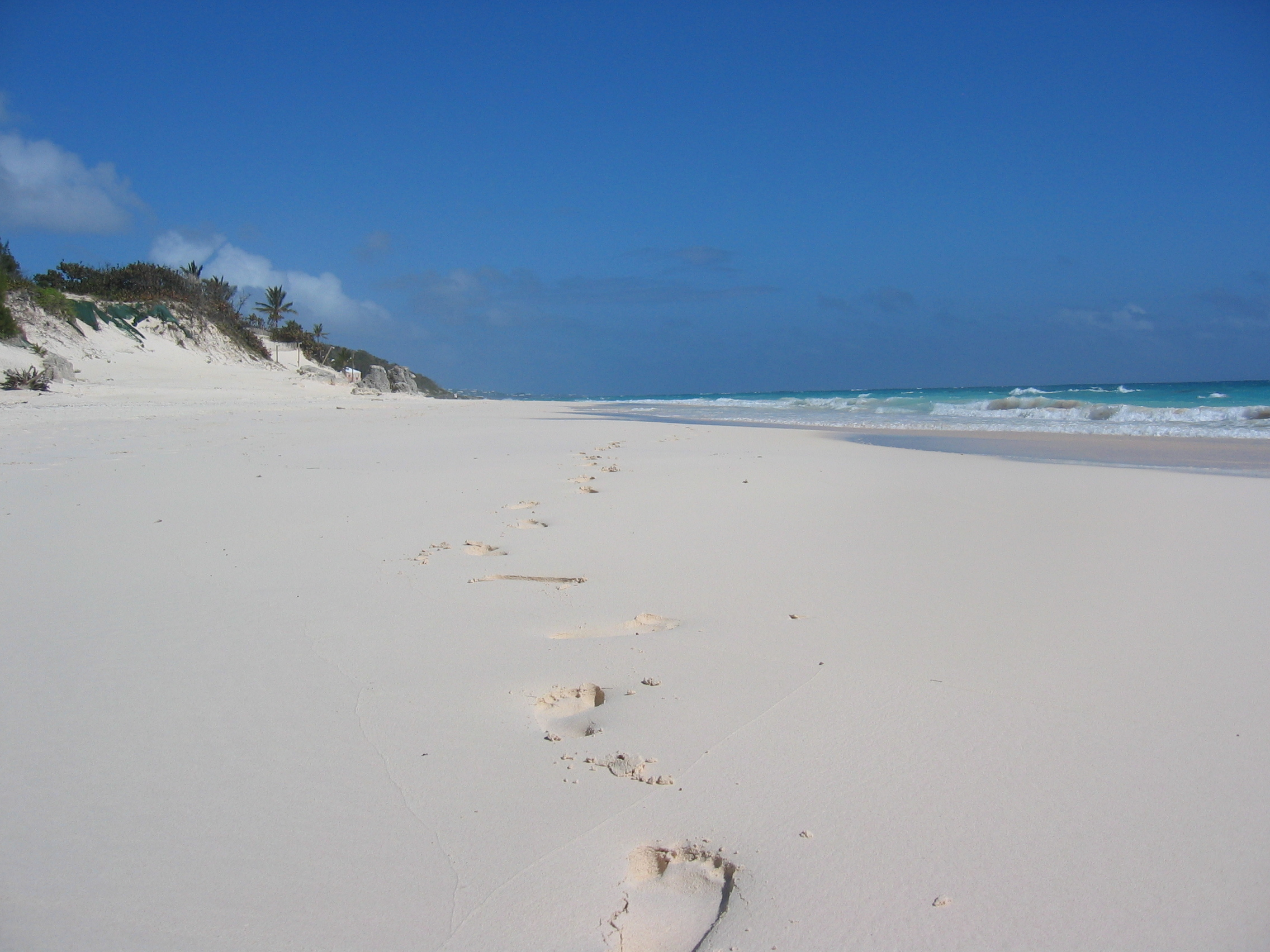
Пляж Елбов-Біч
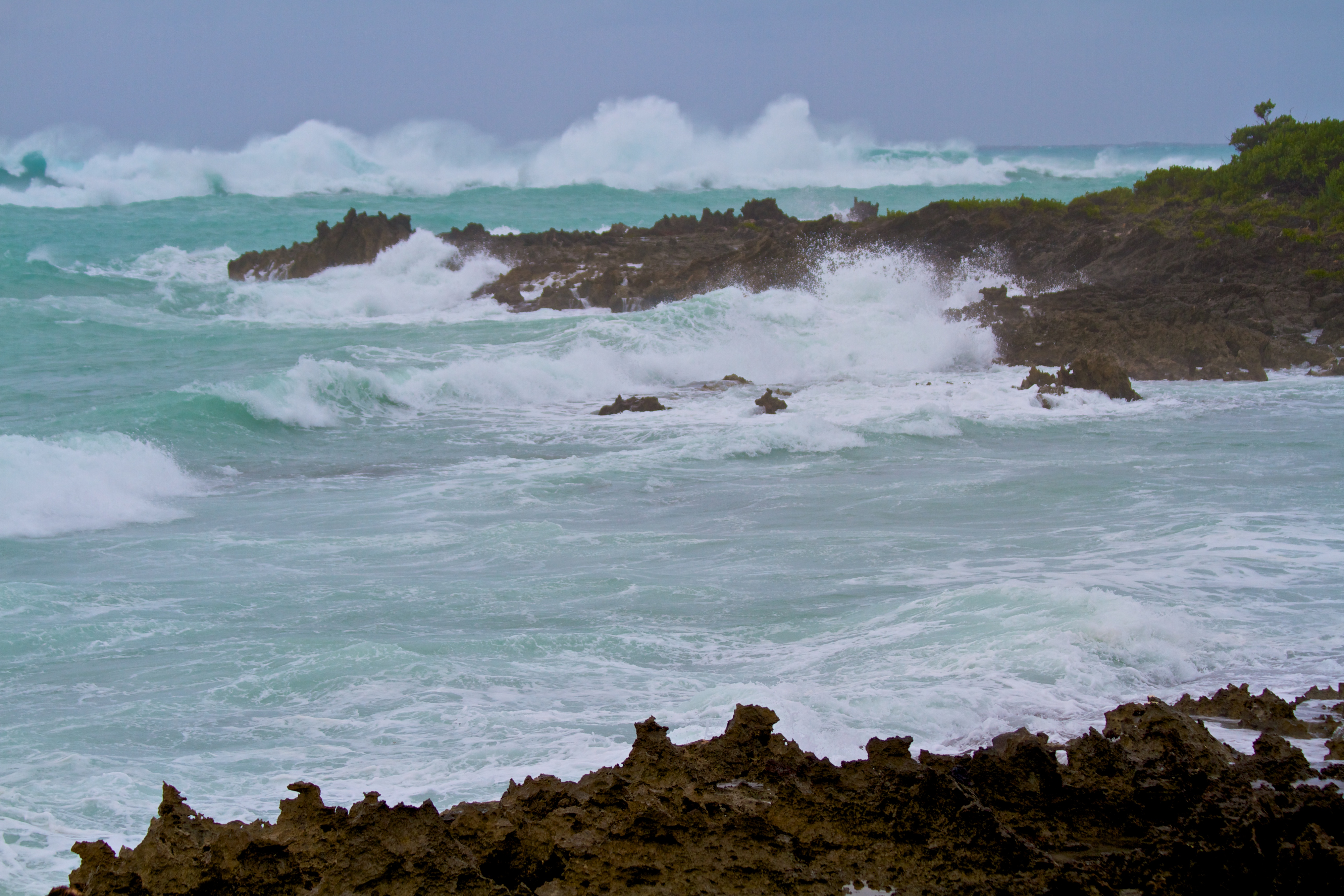
Прибій на узбережжі
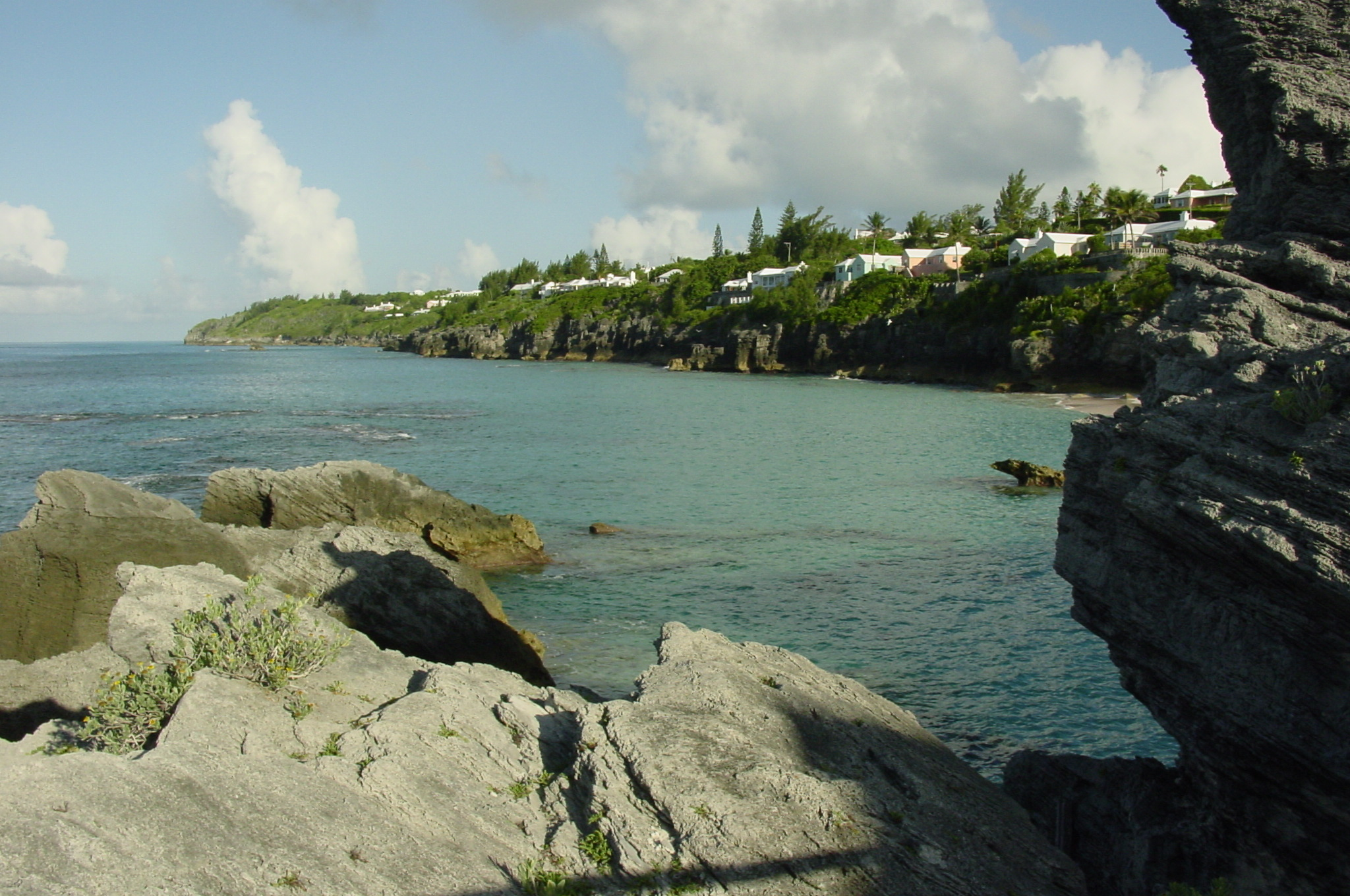
Скелясте узбережжя
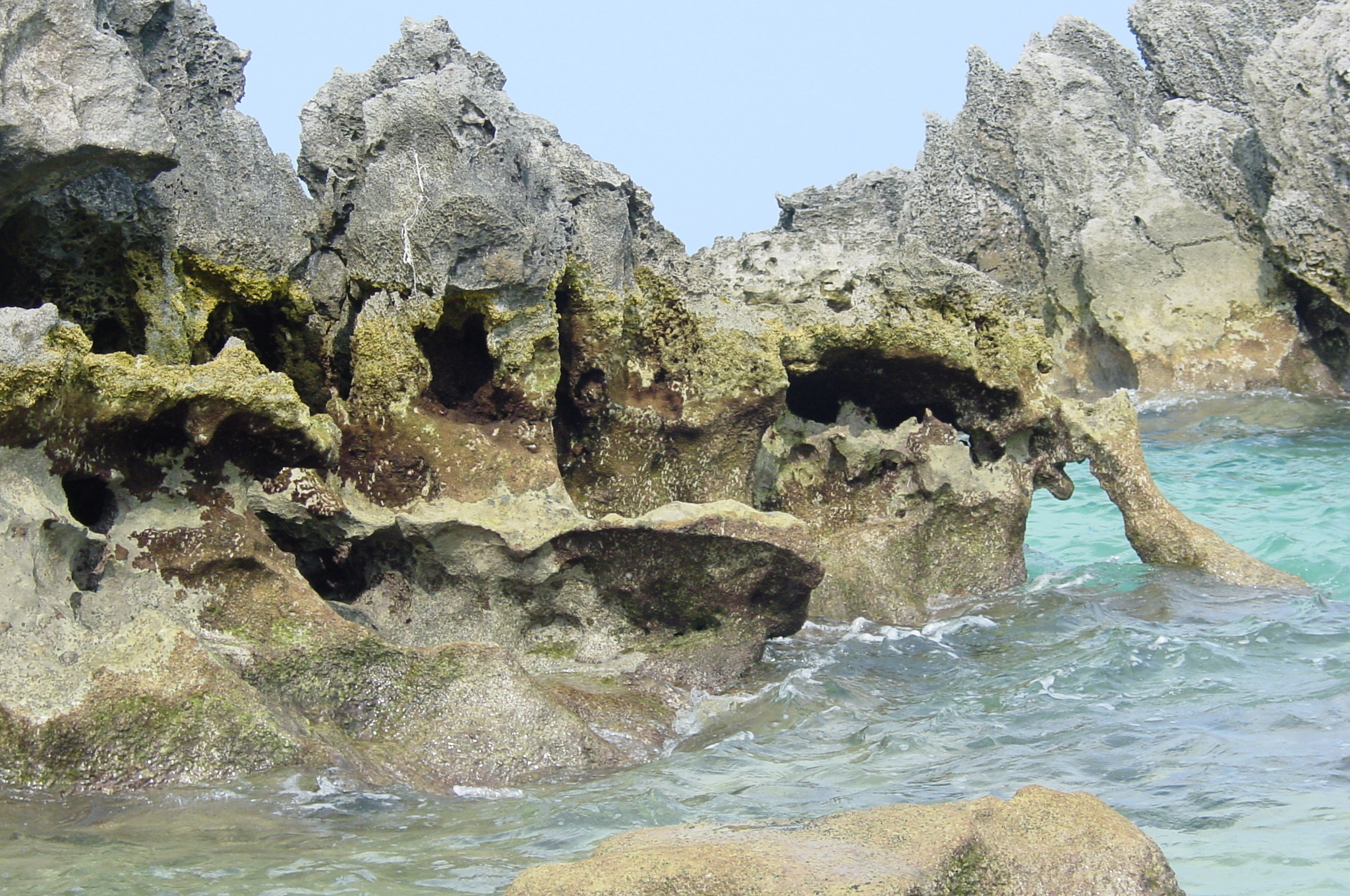
Вивітрювання вапняку в Тобакко-Бей

## Клімат
Територія Бермудських Островів лежить у тропічному кліматичному поясі. Увесь рік панують тропічні повітряні маси. Сезонний хід температури повітря чітко відстежується. Переважають змінні вітри, або періоди штилю. У теплий сезон з морів та океанів часто надходять тропічні циклони.

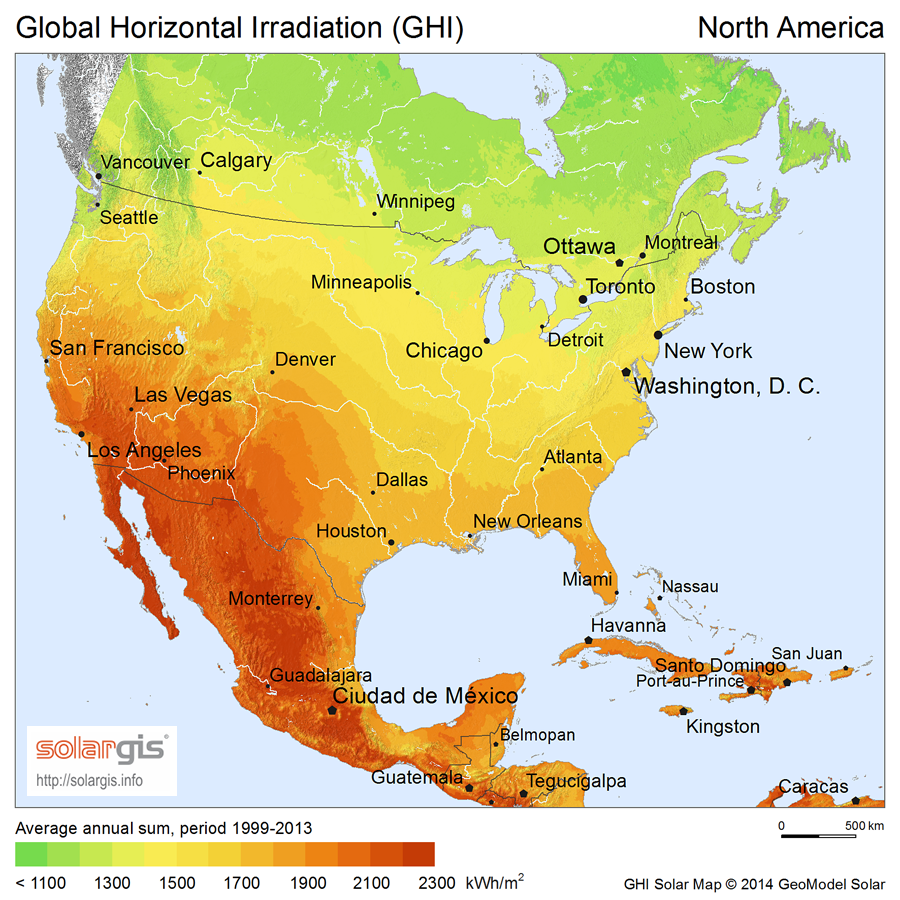
Сонячна радіація (англ.)
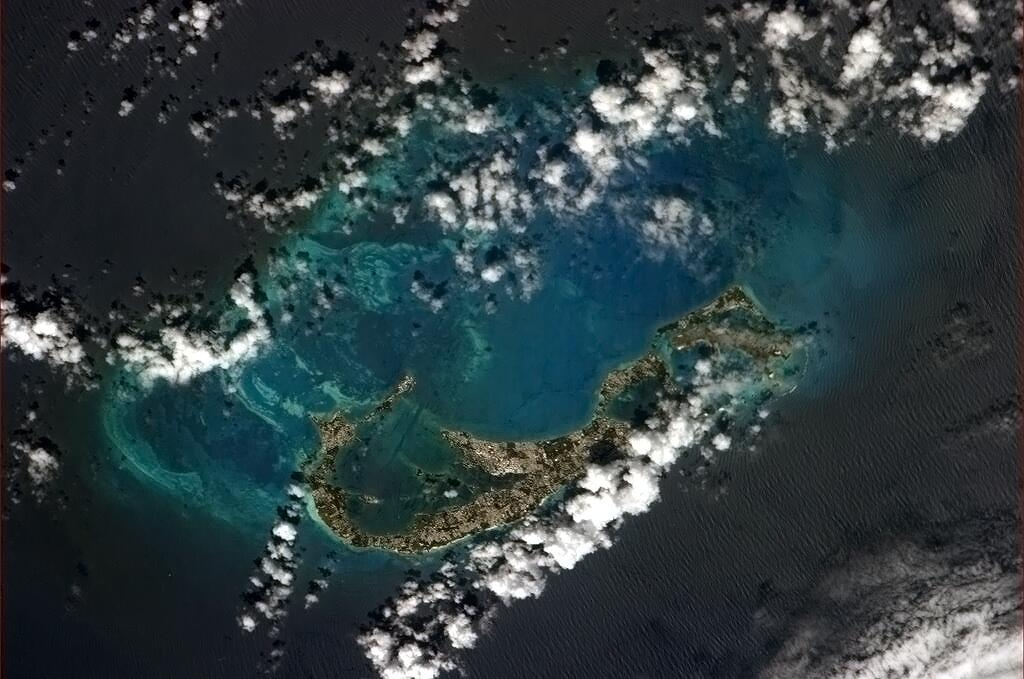
Хмарність над Бермудами
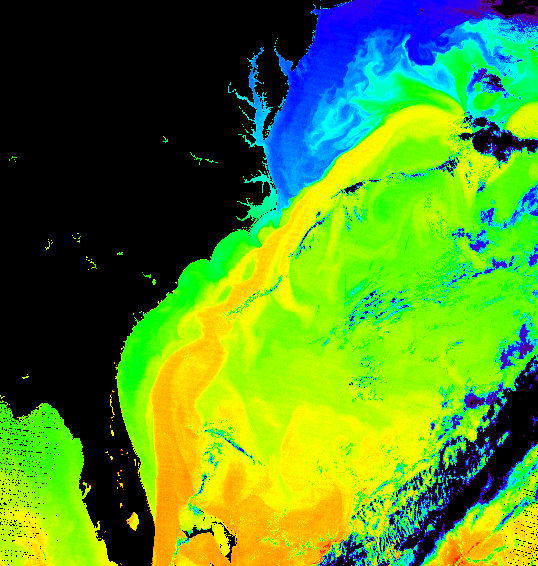
Термограма теплої течії Гольфстрим
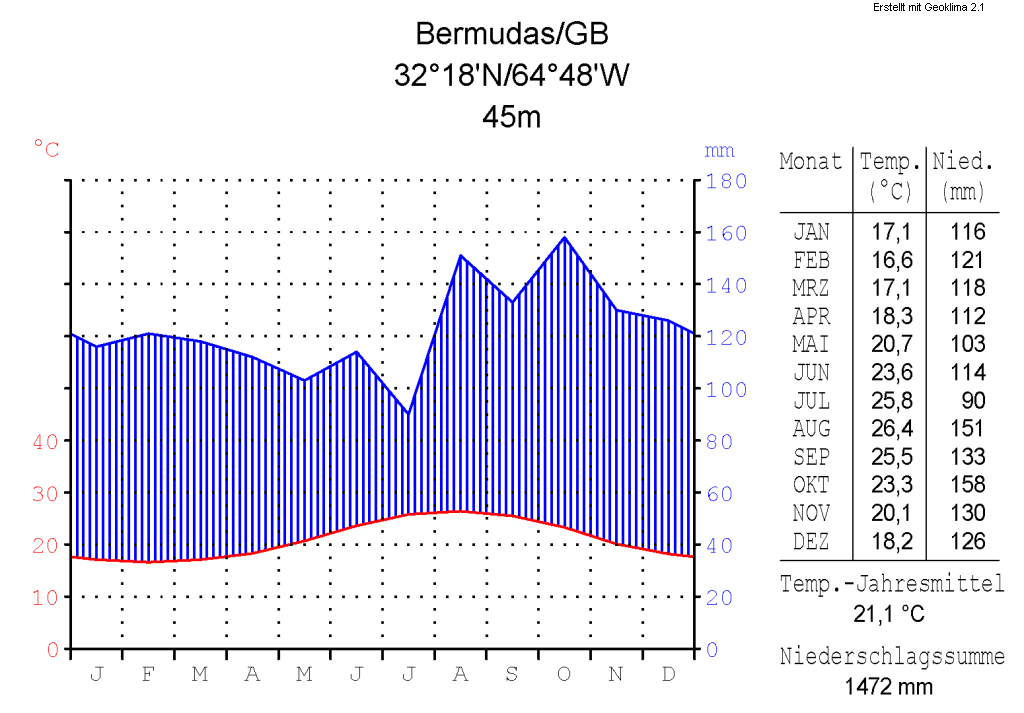
Кліматограма Бермудів

Бермудські Острови не є самостійним членом Всесвітньої метеорологічної організації (WMO), інтереси країни в організації представляє Велика Британія.

## Внутрішні води
Дані про площу зрошуваних земель в країні, станом на 2012 рік, відсутні.

### Річки
Річки країни належать басейну Атлантичного океану.

## Рослинність

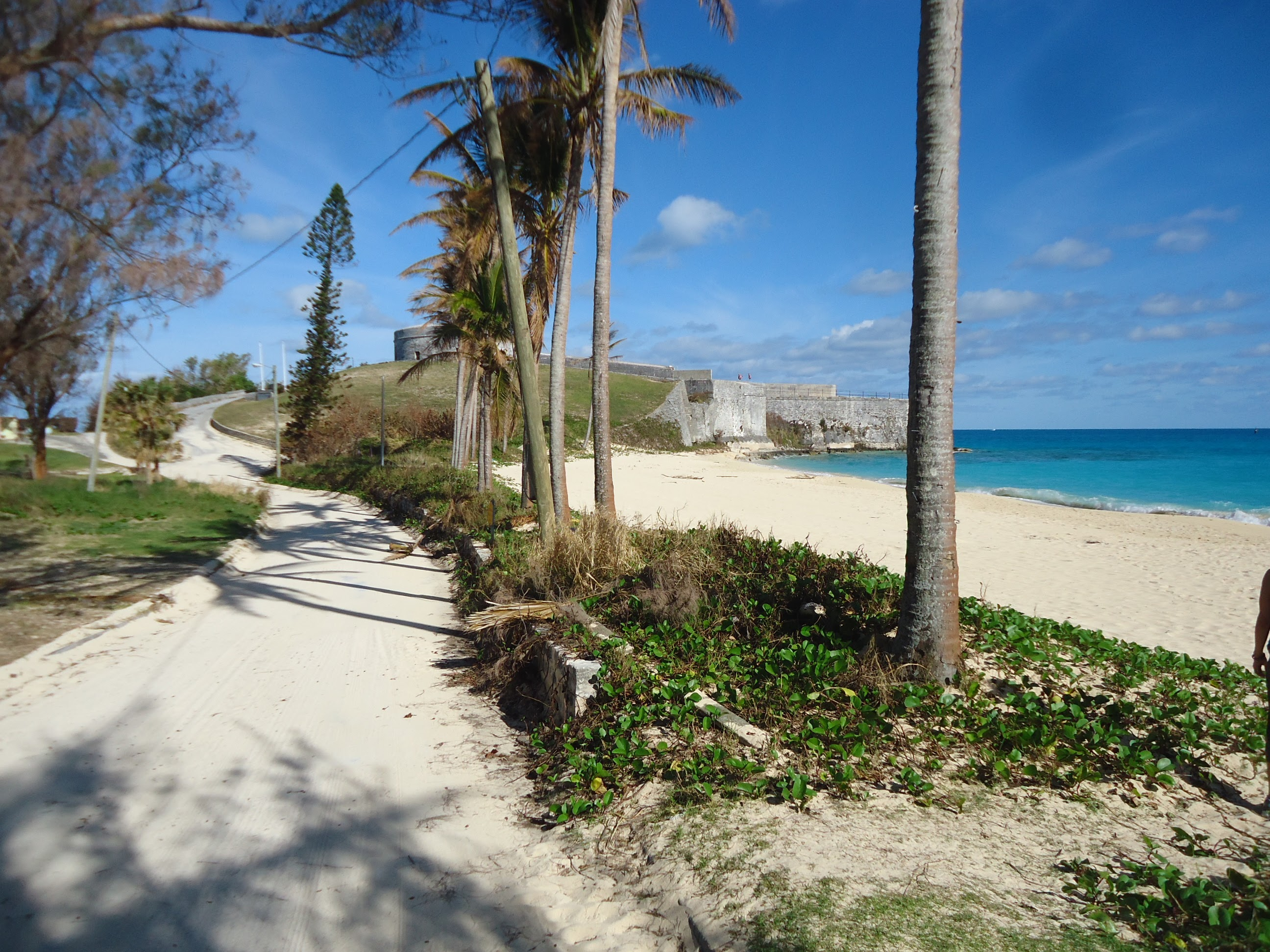
border
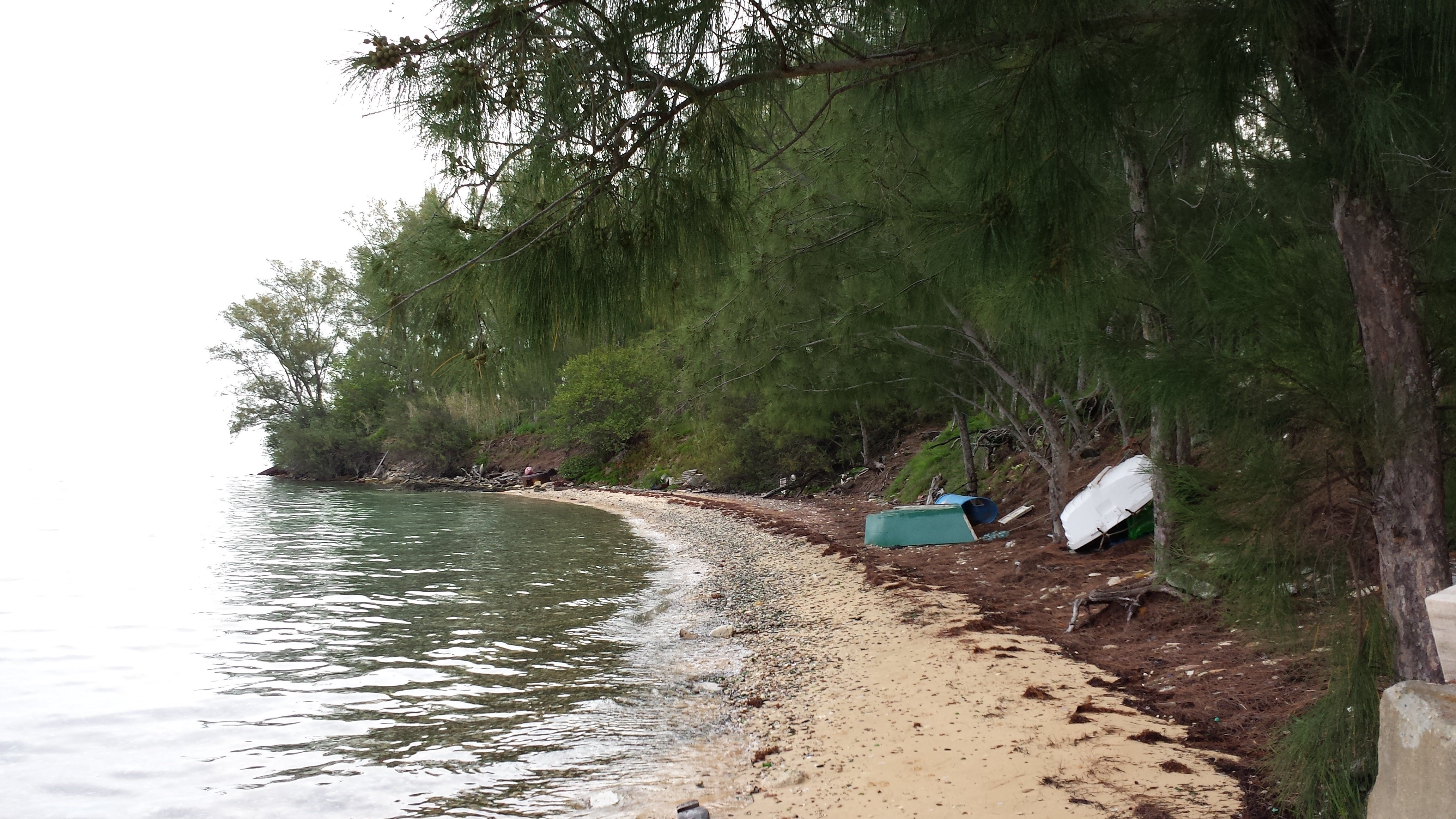
border

Земельні ресурси Бермудських Островів (оцінка 2011 року):
- придатні для сільськогосподарського обробітку землі — 14,8 %,
  - орні землі — 14,8 %,
  - багаторічні насадження — 0 %,
  - землі, що постійно використовуються під пасовища — 0 %;
- землі, зайняті лісами і чагарниками — 20 %;
- інше — 65,2 %[1].

## Тваринний світ
У зоогеографічному відношенні територія країни відноситься до Голарктичної області.

## Стихійні лиха та екологічні проблеми
На території країни спостерігаються небезпечні природні явища і стихійні лиха: урагани (з червня по листопад).
Уряд країни проводить екологічну політику звернену на стійкий розвиток острівної спільноти в гармонії з навколишнім середовищем.

## Фізико-географічне районування
У фізико-географічному відношенні невелику територію країни не можна розділити на окремі райони, що разюче відрізняються один від одного рельєфом, кліматом, рослинним покривом.

### Українською
- Атлас світу / голов. ред. І. С. Руденко ; зав. ред. В. В. Радченко ; відп. ред. О. В. Вакуленко. — К. : ДНВП «Картографія», 2005. — 336 с. — ISBN 9666315467.
- Атлас. 7 клас. Географія материків і океанів / Укладачі О. Я. Скуратович, Н. І. Чанцева. — К. : ДНВП «Картографія», 2014.
- Бєлозоров С. Т. Географія материків. — К. : Вища школа, 1971. — 371 с.
- Барановська О. В. Фізична географія материків і океанів : навч. посіб. для студентів ВНЗ : [у 2 ч.]. — Н. : Ніжинський державний університет ім. Миколи Гоголя, 2013. — 306 с. — ISBN 978-617-527-106-3.
- Бермудські Острови // Гірничий енциклопедичний словник : [у 3-х тт.] / за ред. В. С. Білецького. — Д. : Східний видавничий дім, 2004. — Т. 3. — 752 с. — ISBN 966-7804-78-X.
- Дубович І. А. Країнознавчий словник-довідник. — 5-те вид., перероб. і доп. — К. : Знання, 2008. — 839 с. — ISBN 978-966-346-330-8.
- Економічна і соціальна географія країн світу. Навчальний посібник / За ред. Кузика С. П. — Л. : Світ, 2002. — 672 с. — ISBN 966-603-178-7.
- Панасенко Б. Д. Фізична географія материків : навч. посіб. : в 2 ч. — В. : ЕкоБізнесЦентр, 1999. — 200 с.
- Юрківський В. М. Регіональна економічна і соціальна географія. Зарубіжні країни: Підручник. — 2-ге. — К. : Либідь, 2001. — 416 с. — ISBN 966-06-0092-5.

### Англійською
- (англ.) Graham Bateman. The Encyclopedia of World Geography. — Andromeda, 2002. — 288 с. — ISBN 1871869587.

### Російською
- (рос.) Авакян А. Б., Салтанкин В. П., Шарапов В. А. Водохранилища. — М. : Мысль, 1987. — 326 с. — (Природа мира)
- (рос.) Алисов Б. П., Берлин И. А., Михель В. М. Курс климатологии [в 3-х тт.] / под. ред. Е. С. Рубинштейн. — Л. : Гидрометеоиздат, 1954. — Т. 3. Климаты земного шара. — 320 с.
- (рос.) Апродов В. А. Вулканы. — М. : Мысль, 1982. — 368 с. — (Природа мира)
- (рос.) Апродов В. А. Зоны землетрясений. — М. : Мысль, 2010. — 462 с. — (Природа мира) — ISBN 978-5-244-01122-7.
- (рос.) Букштынов А. Д., Грошев Б. И., Крылов Г. В. Леса. — М. : Мысль, 1981. — 316 с. — (Природа мира)
- (рос.) Власова Т. В. Физическая география материков. С прилегающими частями океанов. Евразия, Северная Америка. — 4-е, перераб. — М. : Просвещение, 1986. — 417 с.
- (рос.) Гвоздецкий Н. А. Карст. — М. : Мысль, 1981. — 214 с. — (Природа мира)
- (рос.) Гвоздецкий Н. А., Голубчиков Ю. Н. Горы. — М. : Мысль, 1987. — 400 с. — (Природа мира)
- (рос.) Географический энциклопедический словарь: географические названия / под. ред. А. Ф. Трёшникова. — 2-е изд., доп. — М. : Советская энциклопедия, 1989. — 585 с. — ISBN 5-85270-057-6.
- (рос.) Исаченко А. Г., Шляпников А. А. Ландшафты. — М. : Мысль, 1989. — 504 с. — (Природа мира) — ISBN 5-244-00177-9.
- (рос.) Каплин П. А., Леонтьев О. К., Лукьянова С. А., Никифоров Л. Г. Берега. — М. : Мысль, 1991. — 480 с. — (Природа мира) — ISBN 5-244-00449-2.
- (рос.) Словарь современных географических названий / под общей редакцией акад. В. М. Котлякова. — Екатеринбург : У-Фактория, 2006.
- (рос.) Литвин В. М., Лымарев В. И. Острова. — М. : Мысль, 2010. — 288 с. — (Природа мира) — ISBN 978-5-244-01129-6.
- (рос.) Лобова Е. В., Хабаров А. В. Почвы. — М. : Мысль, 1983. — 304 с. — (Природа мира)
- (рос.) Максаковский В. П. Географическая картина мира. Книга I: Общая характеристика мира. — М. : Дрофа, 2008. — 495 с. — ISBN 978-5-358-05275-8.
- (рос.) Максаковский В. П. Географическая картина мира. Книга II: Региональная характеристика мира. — М. : Дрофа, 2009. — 480 с. — ISBN 978-5-358-06280-1.
- (рос.) Бермудские Острова // Поспелов Е. М. Топонимический словарь. — М. : АСТ, 2005. — 229 с. — ISBN 5-17-016407-6.
- (рос.) Сандерсон И. Северная Америка. — М. : Прогресс, 1979. — 304 с. — (Континенты, на которых мы живем)
- (рос.) География / под ред. проф. А. П. Горкина. — М. : Росмэн-Пресс, 2006. — 624 с. — (Современная иллюстрированная энциклопедия) — ISBN 5-353-02443-5.
- (рос.) Физико-географический атлас мира. — М. : Академия наук СССР и ГУГК СССР, 1964. — 298 с.
- (рос.) Энциклопедия стран мира / глав. ред. Н. А. Симония. — М. : НПО «Экономика» РАН, отделение общественных наук, 2004. — 1319 с. — ISBN 5-282-02318-0.